# Saint-Martin-de-Bienfaite-la-Cressonnière
 Saint-Martin-de-Bienfaite-la-Cressonnière  es una población y comuna francesa, situada en la región de Baja Normandía, departamento de Calvados, en el distrito de Lisieux y cantón de Orbec.

## Demografía
| 559 | 514 | 518 | 594 | 477 | 443 |
| Para los censos de 1962 a 1999 la población legal corresponde a la población sin duplicidades (Fuente: INSEE [Consultar]) |     |     |     |     |     |